# Alexander Lawrentjewitsch Witberg

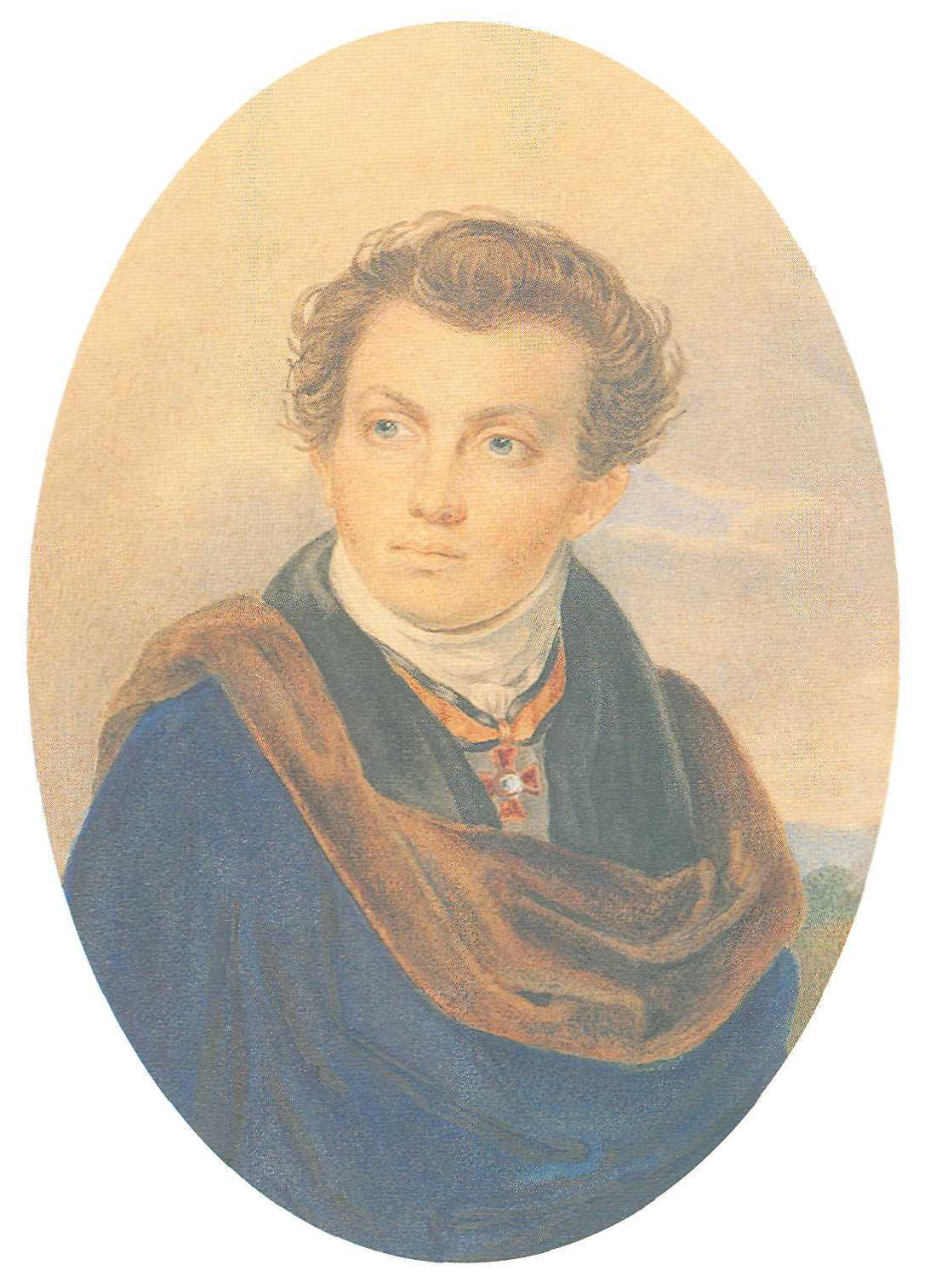
Alexander Witberg

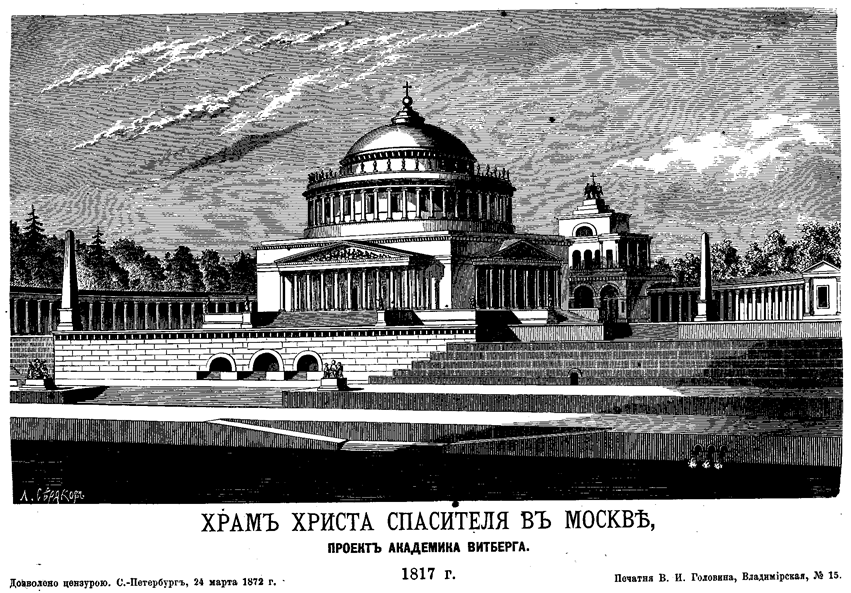
Witbergs Entwurf für die Christ-Erlöser-Kathedrale in Moskau

Alexander Lawrentjewitsch Witberg (russisch Александр Лаврентьевич Витберг, wiss. Transliteration Aleksandr Lavrent'evič Vitberg; * 15. Januarjul. / 26. Januar 1787greg. in Sankt Petersburg; † 12. Januarjul. / 24. Januar 1855greg. ebenda) war ein russischer neoklassizistischer Architekt und Maler schwedischer Abstammung. Er gewann den Wettbewerb um die Gestaltung der Christ-Erlöser-Kathedrale in Moskau. Witberg war mit Alexander Herzen während der Verbannungszeit in Wjatka befreundet.